# علي السيهاتي (لاعب كرة قدم مواليد 1997)
علي جعفر السيهاتي (مواليد 13 سبتمبر 1997) هو لاعب كرة قدم سعودي يلعب حاليًا في نادي بيشة.

## مسيرة اللاعب
مثل نادي السلام ونادي النصر ونادي القادسية ونادي الخليج في الفئات السنية ولعب بعدها في نادي الساحل ونادي المجزل ونادي عرعر ونادي الترجي ونادي الشعيب ونادي نجران ونادي بيشة.